# Ahrenschulter
Ahrenschulter ist ein Ortsteil der Gemeinde Lüdersburg  im Landkreis Lüneburg in Niedersachsen und liegt im Biosphärenreservat Niedersächsische Elbtalaue.

## Geografie und Verkehrsanbindung
Der Ort liegt nordöstlich des Kernortes Lüdersburg. Die Landesstraße L 219 verläuft westlich und südlich. Etwa 500 Meter nördlich erstreckt sich der Ahrenschulter See. Der langgestreckte See ist eine Verbreiterung der Bruchwetter. Die Elbe fließt 5 km entfernt nördlich.

## Geschichte
Ahrenschulter war bis 1930 ein Vorwerk des Gutes Lüdersburg. 1974 wurde Ahrenschulter als Ortsteil von Lüdersburg zusammen mit Jürgenstorf zur Gemeinde Lüdersburg vereint.